# Ai Ogura
Ai Ogura (jap. 小椋 藍, Ogura Ai; * 26. Januar 2001 in Tokio) ist ein japanischer Motorradrennfahrer, der zur Saison 2025 in der Motorrad-Weltmeisterschaft für Trackhouse Racing in der MotoGP-Klasse an den Start gehen wird. Zuvor holte er sich im Jahr 2024 den Weltmeistertitel in der Moto2-Klasse und ist in dieser Kategorie der erste japanische Weltmeister seit Hiroshi Aoyama im Jahr 2009.

## Karriere

### Motorrad-Weltmeisterschaft

#### Moto3-Klasse
Sein Debüt in der Motorrad-Weltmeisterschaft gab Ougura in der Moto3-Klasse 2018.

#### Moto2-Klasse
Seit der Saison 2021 startet Ogura in der Moto2-Klasse.

## Statistik

### Erfolge
- 2024 – Moto2-Weltmeister auf Boscoscuro
- 6 Grand-Prix-Siege

### In der Motorrad-Weltmeisterschaft
(Stand: Großer Preis von Österreich, 17. August 2025)
| Saison | Klasse | Team                     | Motorrad   | Rennen | Siege | Zweiter | Dritter | Poles | Schn. Runden | Punkte | Ergebnis    |
| ------ | ------ | ------------------------ | ---------- | ------ | ----- | ------- | ------- | ----- | ------------ | ------ | ----------- |
| 2018   | Moto3  | Asia Talent Team         | Honda      | 4      | –     | –       | –       | –     | –            | 1      | 36.         |
| 2019   | Moto3  | Honda Team Asia          | Honda      | 18     | –     | 1       | –       | –     | 1            | 109    | 10.         |
| 2020   | Moto3  | Honda Team Asia          | Honda      | 15     | –     | 2       | 5       | 1     | 1            | 170    | 3.          |
| 2021   | Moto2  | IDEMITSU Honda Team Asia | Kalex      | 17     | –     | 1       | –       | –     | 1            | 120    | 8.          |
| 2022   | Moto2  | IDEMITSU Honda Team Asia | Kalex      | 20     | 3     | 2       | 2       | 3     | 1            | 242    | 2.          |
| 2023   | Moto2  | IDEMITSU Honda Team Asia | Kalex      | 18     | –     | 2       | 1       | –     | –            | 137,5  | 9.          |
| 2024   | Moto2  | MT Helmets – MSI         | Boscoscuro | 19     | 3     | 4       | 1       | 2     | 1            | 274    | Weltmeister |
| 2025   | MotoGP | Trackhouse Racing        | Aprilia    | 11     | –     | –       | –       | –     | –            | 53     | 16.         |
| Gesamt | Gesamt | Gesamt                   | Gesamt     | 122    | 6     | 12      | 9       | 6     | 5            | 1106,5 | 1 WM-Titel  |

Grand-Prix-Siege
| Saison | Klasse | Rennen                            |
| ------ | ------ | --------------------------------- |
| 2022   | Moto2  | Spanien Osterreich Japan          |
| 2024   | Moto2  | Katalonien Niederlande San Marino |

Einzelergebnisse
| Saison | 1        | 2           | 3           | 4          | 5          | 6          | 7                      | 8              | 9           | 10                     | 11          | 12                     | 13         | 14             | 15         | 16             | 17         | 18             | 19         | 20       | 21       | 22       |
| ------ | -------- | ----------- | ----------- | ---------- | ---------- | ---------- | ---------------------- | -------------- | ----------- | ---------------------- | ----------- | ---------------------- | ---------- | -------------- | ---------- | -------------- | ---------- | -------------- | ---------- | -------- | -------- | -------- |
| 2018   | Katar    | Argentinien | USA-Texas   | Spanien    | Frankreich | Italien    | Katalonien             | Niederlande    | Deutschland | Tschechien             | Osterreich  | Vereinigtes Konigreich | San Marino | Aragonien      | Thailand   | Japan          | Australien | Malaysia       | \|\| \|\|  |          |          |          |
| 2018   |          |             |             | 15         |            |            |                        | 23             | DNF         |                        | 20          | C                      |            |                |            |                |            |                |            |          |          |          |
| 2019   | Katar    | Argentinien | USA-Texas   | Spanien    | Frankreich | Italien    | Katalonien             | Niederlande    | Deutschland | Tschechien             | Osterreich  | Vereinigtes Konigreich | San Marino | Aragonien      | Thailand   | Japan          | Australien | Malaysia       | \|\| \|\|  |          |          |          |
| 2019   | 11       | 17          | 11          | 9          | DNF        |            | 6                      | 6              | 7           | 6                      | 12          | 10                     | DNF        | 2              | DNF        | 14             | 14         | 4              | 10         |          |          |          |
| 2020   | Katar    | Spanien     | Andalusien  | Tschechien | Osterreich | Steiermark | San Marino             | Emilia-Romagna | Katalonien  | Frankreich             | Aragonien   |                        | Europa     | Valencia       | \|\| \|\|  |                |            |                |            |          |          |          |
| 2020   | 3        | 2           | DNF         | 3          | 4          | 3          | 2                      | 3              | 11          | 9                      | 14          | 9                      | 3          | 8              | 8          |                |            |                |            |          |          |          |
| 2021   | Katar    | Katar       | Portugal    | Spanien    | Frankreich | Italien    | Katalonien             | Deutschland    | Niederlande | Steiermark             | Osterreich  | Vereinigtes Konigreich | Aragonien  | San Marino     | USA-Texas  | Emilia-Romagna | Portugal   | \|\| \|\| \|\| |            |          |          |          |
| 2021   | 17       | 5           | DNF         | 7          | 7          | 6          | DNF                    | DNF            | 6           | 5                      | 2           | 9                      | 8          | 7              | 7          | 9              | DNF        |                |            |          |          |          |
| 2022   | Katar    | Indonesien  | Argentinien | USA-Texas  | Portugal   | Spanien    | Frankreich             | Italien        | Katalonien  | Deutschland            | Niederlande | Vereinigtes Konigreich | Osterreich | San Marino     | Aragonien  | Japan          | Thailand   | Australien     | Malaysia   | \|\|     |          |          |
| 2022   | 6        | 6           | 3           | 2          | DNF        | 1          | 5                      | 3              | 7           | 8                      | 2           | 4                      | 1          | 5              | 4          | 1              | 6          | 11             | DNF        | DNF      |          |          |
| 2023   | Portugal | Argentinien | USA-Texas   | Spanien    | Frankreich | Italien    | Deutschland            | Niederlande    | Kasachstan  | Vereinigtes Konigreich | Osterreich  | Katalonien             | San Marino | Indien         | Japan      | Indonesien     | Australien | Thailand       | Malaysia   | Katar    | Valencia |          |
| 2023   |          | DNS         | 15          | DNF        | 9          | 15         | 14                     | 2              | C           | 8                      | 3           | 7                      | 5          | 21             | 2          | 17             | 15         | 5              | 4          | 4        | 11       |          |
| 2024   | Katar    | Portugal    | USA-Texas   | Spanien    | Frankreich | Katalonien | Italien                | Niederlande    | Deutschland | Vereinigtes Konigreich | Osterreich  | Aragonien              | San Marino | Emilia-Romagna | Indonesien | Japan          | Australien | Thailand       | Malaysia   | \|\|     |          |          |
| 2024   | 4        | 5           | 7           | 6          | 2          | 1          | 5                      | 1              | 3           | 14                     | WD          | 8                      | 1          | 4              | 2          | 2              | 4          | 2              | DNF        | 4        |          |          |
| 2025   | Thailand | Argentinien | USA-Texas   | Katar      | Spanien    | Frankreich | Vereinigtes Konigreich | Aragonien      | Italien     | Niederlande            | Deutschland | Tschechien             | Osterreich | Ungarn         | Katalonien | San Marino     | Japan      | Indonesien     | Australien | Malaysia | Portugal | Valencia |
| 2025   | 54       | DSQ         | 9           | 157        | 8          | 10         | DNS                    | INJ            | 10          | DNF                    | DNF         | 14                     | 14         |                |            |                |            |                |            |          |          |          |

| Legende  | Legende            | Legende                                                          |
| Farbe    | Abkürzung          | Bedeutung                                                        |
| -------- | ------------------ | ---------------------------------------------------------------- |
| Gold     | –                  | Sieg                                                             |
| Silber   | –                  | 2. Platz                                                         |
| Bronze   | –                  | 3. Platz                                                         |
| Grün     | –                  | Platzierung in den Punkten                                       |
| Blau     | –                  | Klassifiziert außerhalb der Punkteränge                          |
| Violett  | DNF                | Rennen nicht beendet (did not finish)                            |
| Violett  | NC                 | nicht klassifiziert (not classified)                             |
| Rot      | DNQ                | nicht qualifiziert (did not qualify)                             |
| Rot      | DNPQ               | in Vorqualifikation gescheitert (did not pre-qualify)            |
| Schwarz  | DSQ                | disqualifiziert (disqualified)                                   |
| Weiß     | DNS                | nicht am Start (did not start)                                   |
| Weiß     | WD                 | zurückgezogen (withdrawn)                                        |
| Hellblau | PO                 | nur am Training teilgenommen (practiced only)                    |
| Hellblau | TD                 | Freitags-Testfahrer (test driver)                                |
| ohne     | DNP                | nicht am Training teilgenommen (did not practice)                |
| ohne     | INJ                | verletzt oder krank (injured)                                    |
| ohne     | EX                 | ausgeschlossen (excluded)                                        |
| ohne     | DNA                | nicht erschienen (did not arrive)                                |
| ohne     | C                  | Rennen abgesagt (cancelled)                                      |
| ohne     | keine WM-Teilnahme |                                                                  |
| sonstige | P/fett             | Pole-Position                                                    |
| sonstige | 1/2/3/4/5/6/7/8    | Punktplatzierung im Sprint-/Qualifikationsrennen                 |
| sonstige | SR/kursiv          | Schnellste Rennrunde                                             |
| sonstige | *                  | nicht im Ziel, aufgrund der zurückgelegten Distanz aber gewertet |
| sonstige | ()                 | Streichresultate                                                 |
| sonstige | unterstrichen      | Führender in der Gesamtwertung                                   |